# Tour d'Italie 1966
La 49e édition du Tour d'Italie s'est élancée de Monte-Carlo le 18 mai 1966 et est arrivée à Trieste le 9 juin. Long de 3 977 km, ce Giro a été remporté par l'Italien Gianni Motta. Le Français Jacques Anquetil a terminé 3e de ce Giro.

## Résumé de la course
Cette 49e édition du Giro d’Italia vécut au rythme de l’affrontement entre Jacques Anquetil, 32 ans, et les jeunes Italiens Gianni Motta, Italo Zilioli et Michele Dancelli. Anquetil, dans la première étape, et Felice Gimondi, dans la troisième, perdirent rapidement plus de trois minutes sur les autres favoris, compromettant d’entrée leurs chances de victoire finale. Gianni Motta brilla dans les Dolomites pour s’assurer la Maglia Rosa finale à Trieste, devant Zilioli et Anquetil.

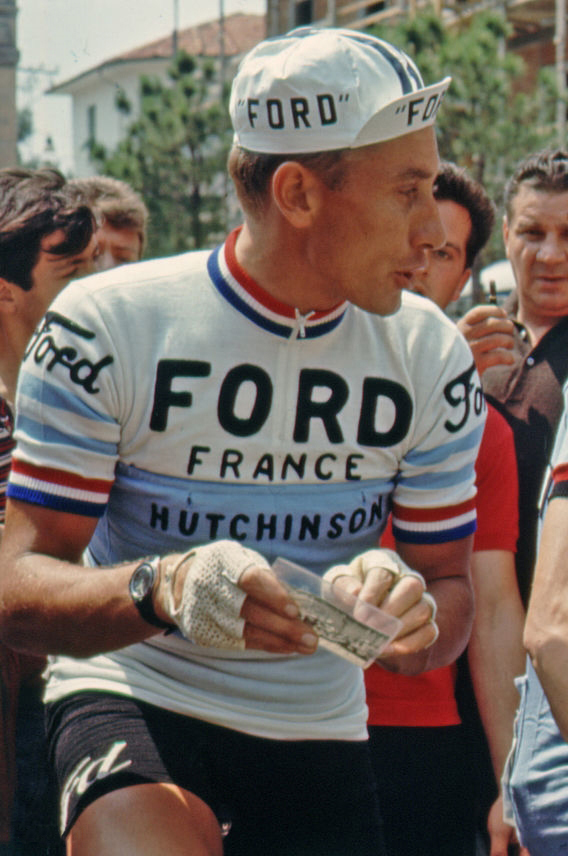
Jacques Anquetil, troisième du Tour d'Italie 1966.

## Curiosité
Le Grand Départ du Tour d'Italie à Monte-Carlo fut une occasion particulière, en présence du prince Rainier III et de la princesse Grace. La présentation des équipes, de nuit, fut diffusée en Eurovision dans le contexte des célébrations du centenaire de Monte Carlo. En plus de l’événement sportif, un concert fut organisé, le premier Girofestival, présenté par Mike Buongiorno avec les célébrités de l’époque.

## Équipes participantes
| N.    | Code | Équipe      |
| ----- | ---- | ----------- |
| 1-10  | SAL  | Salvarani   |
| 11-20 | BIA  | Bianchi     |
| 21-30 | FIL  | Filotex     |
| 31-40 | FOR  | Ford France |
| 41-50 | LEG  | Legnano     |

| N.     | Code | Équipe     |
| ------ | ---- | ---------- |
| 51-60  | MAI  | Mainetti   |
| 61-70  | MOL  | Molteni    |
| 71-80  | SAN  | Sanson     |
| 81-90  | VIT  | Vittadello |
| 91-100 | MAN  | Dr. Mann   |

## Classement général
| Classement général final |                   |
| --- | ----------------- |
| \| 1. Gianni Motta \| 111 h 10 min 48 s \| \| 2. Italo Zilioli \| à 3 min 57 s \| \| 3. Jacques Anquetil \| à 4 min 40 s \| \| 4. Julio Jiménez \| à 5 min 44 s \| \| 5. Felice Gimondi \| à 6 min 47 s \| \| 6. Franco Balmamion \| à 7 min 27 s \| \| 7. Vittorio Adorni \| à 8 min 00 s \| \| 8. Franco Bitossi \| à 9 min 24 s \| \| 9. Vito Taccone \| à 11 min 42 s \| \| 10. Rolf Maurer \| à 20 min 28 s \| \| 100 partants, 83 classés \| \| |                   |
| 1. Gianni Motta | 111 h 10 min 48 s |
| 2. Italo Zilioli | à 3 min 57 s      |
| 3. Jacques Anquetil | à 4 min 40 s      |
| 4. Julio Jiménez | à 5 min 44 s      |
| 5. Felice Gimondi | à 6 min 47 s      |
| 6. Franco Balmamion | à 7 min 27 s      |
| 7. Vittorio Adorni | à 8 min 00 s      |
| 8. Franco Bitossi | à 9 min 24 s      |
| 9. Vito Taccone | à 11 min 42 s     |
| 10. Rolf Maurer | à 20 min 28 s     |
| 100 partants, 83 classés |                   |

## Étapes
| Étape     | Date     | Villes étapes                 | km       | Vainqueur d'étape    | Leader du classement général |
| 1re étape | 18 mai   | Monte-Carlo – Diano Marina    | 140      | Vito Taccone         | Vito Taccone                 |
| 2e étape  | 19 mai   | Imperia - Monesi di Triora    | 60       | Julio Jiménez        | Julio Jiménez                |
| 3e étape  | 20 mai   | Diano Marina - Gênes          | 120      | Severino Andreoli    | Julio Jiménez                |
| 4e étape  | 21 mai   | Gênes - Viareggio             | 251      | Giovanni Knapp       | Julio Jiménez                |
| 5e étape  | 22 mai   | Viareggio - Chianciano Terme  | 222      | Vendramino Bariviera | Julio Jiménez                |
| 6e étape  | 23 mai   | Chianciano Terme - Rome       | 226      | Raffaele Marcoli     | Julio Jiménez                |
| 7e étape  | 24 mai   | Rome - Rocca di Cambio        | 158      | Rudi Altig           | Julio Jiménez                |
| 8e étape  | 25 mai   | Rocca di Cambio - Naples      | 238      | Marino Basso         | Julio Jiménez                |
| 9e étape  | 26 mai   | Naples - Campobasso           | 210      | Vincent Denson       | Julio Jiménez                |
| 10e étape | 27 mai   | Campobasso - Giulianova       | 221      | Dino Zandegù         | Julio Jiménez                |
| 11e étape | 28 mai   | Giulianova - Cesenatico       | 229      | Rudi Altig           | Julio Jiménez                |
| 12e étape | 29 mai   | Cesenatico - Reggio Emilia    | 206      | Dino Zandegù         | Julio Jiménez                |
| 13e étape | 30 mai   | Parme - Parme                 | 46 (clm) | Vittorio Adorni      | Vittorio Adorni              |
| 14e étape | 1er juin | Parme - Arona                 | 267      | Franco Bitossi       | Vittorio Adorni              |
| 15e étape | 2 juin   | Arona - Brescia               | 196      | Julio Jiménez        | Gianni Motta                 |
| 16e étape | 3 juin   | Brescia - Bezzecca            | 143      | Franco Bitossi       | Gianni Motta                 |
| 17e étape | 4 juin   | Riva del Garda - Levico Terme | 239      | Gianni Motta         | Gianni Motta                 |
| 18e étape | 5 juin   | Levico Terme - Bolzano        | 137      | Michele Dancelli     | Gianni Motta                 |
| 19e étape | 6 juin   | Bolzano - Moena               | 100      | Gianni Motta         | Gianni Motta                 |
| 20e étape | 7 juin   | Moena - Belluno               | 215      | Felice Gimondi       | Gianni Motta                 |
| 21e étape | 8 juin   | Belluno - Vittorio Veneto     | 181      | Pietro Scandelli     | Gianni Motta                 |
| 22e étape | 9 juin   | Vittorio Veneto - Trieste     | 172      | Vendramino Bariviera | Gianni Motta                 |

## Classements annexes
| Classement par points     | Gianni Motta   | 228 points |
| Deuxième                  | Rudi Altig     | 162 points |
| Troisième                 | Vito Taccone   | 152 points |
| Classement de la montagne | Franco Bitossi | 490 points |
| Deuxième                  | Julio Jiménez  | 320 points |
| Troisième                 | Gianni Motta   | 160 points |
| Classement par équipes    | Molteni        | ?          |
| Deuxième                  | ?              | ?          |
| Troisième                 | ?              | ?          |

## Liste des coureurs
| Salvarani | Bianchi | Filotex |
| - 1 Vittorio Adorni (Ita) 7e - 2 Luciano Armani (Ita) 39e - 3 Adriano Durante (Ita) 57e - 4 Felice Gimondi (Ita) 5e - 5 Mario Minieri (Ita) 77e - 6 Bruno Fantinato (Ita) ab - 7 Arnaldo Pambianco (Ita) 35e - 8 Pietro Partesotti (Ita) 34e - 9 Vittorio Pesenti (Ita) ab - 10 Diego Ronchini (Ita) ab  | - 11 Antonio Bailetti (Ita) 54e - 12 Mario Maino (Ita) 28e - 13 Imerio Massignan (Ita) 19e - 14 Enrico Massignan (Ita) 82e - 15 Bruno Mealli (Ita) 25e - 16 Francesco Miele (Ita) 43e - 17 Albano Negro (Ita) 27e - 18 Roberto Poggiali (Ita) 22e - 19 Carmine Preziosi (Ita) 37e - 20 Dino Zandegu (Ita) 11e              | - 21 Franco Bitossi (Ita) 8e - 22 Paolo Gelli (Ita) 83e - 23 Rolf Maurer (Sui) 10e - 24 Marcello Mugnaini (Ita) 14e - 25 Roberto Ballini (Ita) 59e - 26 Vittorio Chiarini (Ita) ab - 27 Ugo Colombo (Ita) 18e - 28 Giuseppe Grassi (Ita) 72e - 29 Guerrando Lenzi (Ita) ab - 30 Paolo Manucci (Ita) 61e             |
| Ford | Legnano | Mainetti |
| - 31 Jacques Anquetil (Fra) 3e - 32 Jean Stablinski (Fra) 41e - 33 Anatole Novak (Fra) 70e - 34 Jean Milesi (Fra) 67e - 35 Jean Graczyk (Fra) 62e - 36 Gérard Thiélin (Fra) 79e - 37 Julio Jimenez (Esp) 4e - 38 Vincent Denson (Gbr) 40e - 39 Pierre Everaert (Fra) 68e - 40 Jan Hugens (Hol) ab        | - 41 Franco Bodrero (Ita) 24e - 42 Angelo Bugini (Ita) 51e - 43 Luigi Casalini (Ita) 46e - 44 Bruno Centomo (Ita) 49e - 45 Giampiero Macchi (Ita) 75e - 46 Ferruci Manza (Ita) ab - 47 Adriano Passuello (Ita) ab - 48 Luciano Sambi (Ita) 44e - 49 Silvano Schiavon (Ita) 12e - 50 Flaviano Vicentini (Ita) 21e           | - 51 Marino Basso (Ita) 48e - 52 Renato Bonso (Ita) 80e - 53 Egidio Cornale (Ita) 47e - 54 Marino Fontana (Ita) 33e - 55 Renzo Fontona (Ita) 15e - 56 Lorenzo Lorenzi (Ita) ab - 57 Giorgio Destro (Ita) 50e - 58 Lino Farisato (Ita) 29e - 59 Lucillo Lievore (Ita) 63e - 60 Pietro Campagnari (Ita) 66e           |
| Molteni | Sanson | Vittadello |
| - 61 Michele Dancelli (Ita) 20e - 62 Gianni Motta (Ita) 1e - 63 Giorgio De Rosso (Ita) ab - 64 Rudi Altig (All) 13e - 65 Giuseppe Fezzardi (Ita) 58e - 66 Giacomo Fornoni (Ita) 81e - 67 Remo Stefanoni (Ita) 78e - 68 Mario Anni (Ita) 76e - 69 René Binggeli (Sui) 65e - 70 Pietro Scandelli (Ita) 30e | - 71 Italo Zilioli (Ita) 2e - 72 Franco Balmamion (Ita) 6e - 73 Vendramino Bariviera (Ita) 53e - 74 Silvio Boni (Ita) ab - 75 Carlo Chiappano (Ita) 31e - 76 Gianpaolo Cucchietti (Ita) 45e - 77 Giancarlo Ferretti (Ita) 26e - 78 Raffaele Marcoli (Ita) 56e - 79 Giuseppe Sartore (Ita) 69e - 80 Mario Da Dalt (Ita) 55e | - 81 Vito Taccone (Ita) 9e - 82 Graziano Battistini (Ita) 16e - 83 Ambrogio Portalupi (Ita) 38e - 84 Severino Andreoli (Ita) 71e - 85 Aldo Pifferi (Ita) 74e - 86 Marino Vigna (Ita) 60e - 87 Renzo Baldan (Ita) 42e - 88 Angelo Ottaviani (Ita) 23e - 89 Giovanni Knapp (Ita) 36e - 90 Giancarlo Polidori (Ita) ab |
| Dr Mann Grundig | | |
| - 91 Jos Huysmans (Bel) 17e - 92 Jan Boonen (Bel) ab - 93 Joseph Boon (Bel) 73e - 94 Fernand Deferm (Bel) ab - 95 Jos Haeseldonckx (Bel) ab - 96 Tony Houbrechts (Bel) 52e - 97 André Messelis (Bel) 32e - 98 Jan Nolmans (Bel) 64e - 99 Henri Pauwels (Bel) ab - 100 Constant Jongen (Bel) ab           | | |